# Halina Mancewiczówna
Halina Mancewiczówna, wł. Halina Mancewicz-Pieniążek (ur. 25 stycznia?/7 lutego 1914 w Tyflisie, zm. 12 listopada 2014 w Warszawie) – polska przedstawicielka tańca indywidualnego wyzwolonego, który rozwinął się na deskach teatralnych od 1935 do lat powojennych, choreografka i pedagożka.

## Życiorys
Córka pułkownika lekarza stomatologa Wacława Mancewicza i Jadwigi z Ossowskich, starsza siostra aktorki Danuty Mancewicz i Jerzego Mancewicza (1916–1944), studenta medycyny.
Po wybuchu rewolucji październikowej rodzina zamieszkała w Bydgoszczy, gdzie Halina zdała egzamin dojrzałości. W 1935 rodzina przeniosła się do Warszawy. Uczennica prestiżowych przedwojennych szkół tańca Haliny Lewandowskiej w Bydgoszczy oraz w warszawskiej szkole Janiny Mieczyńskiej oraz Jadwigi Hrynieckiej i Felicji Brattówny. Artystka z dyplomem pedagogicznym Szkoły Rytmiki i Plastyki J. Mieczyńskiej.  Przed wojną prowadziła zajęcia z gimnastyki artystycznej w polskiej YMCA. Laureatka srebrnego medalu na Międzynarodowym Konkursie Tańca w Brukseli w maju 1939 r. (ostatniego przed wybuchem wojny).  Przedstawicielka tańca indywidualnego/ wyzwolonego, który rozwinął się na deskach teatralnych od 1935 do lat powojennych. W latach 40. i 50. popularna i ceniona tancerka estradowa, a od lat 60. pedagożka i choreografka w zespołach amatorskich, gdzie uczyła młodych ludzi wrażliwości tanecznej. Prowadziła też zajęcia gimnastyczne i baletowe (będąc w wieku prawie 90 lat) dla pań w Domu Kultury przy ulicy Próchnika: „Chciałam im przekazać piękno ruchu, radość życia i zdrowie”.
Podczas II wojny światowej występowała w kawiarniach warszawskich oraz była zaangażowana w działalność konspiracyjną, była łączniczką podczas powstania warszawskiego. Po zakończeniu wojny nie związała się na stałe z żadnym warszawskim teatrem, prowadziła indywidualną karierę estradową. Od lat 60. XX wieku była skupiona na działalności pedagogicznej, kierowała sekcjami baletowymi w domach kultury oraz pracowała jako choreograf z grupami amatorskimi. W latach 1941–1972 wystąpiła na scenach 2476 razy.
Po zakończeniu kariery miała czas na swoją drugą pasję – naukę języków  (w młodości ukończyła romanistykę na Uniwersytecie Warszawskim). Do końca życia była aktywna sportowo: jeździła na łyżwach na warszawskim Torwarze. „Trzeba ćwiczyć, bo po ćwiczeniach fizycznych napływa energia i chęć do życia”.
Pochowana w grobie rodzinnym na cmentarzu Wawrzyszewskim.

### Przebieg kariery zawodowej (kalendarium)
- 1931 – Studia na Uniwersytecie Warszawskim, na wydziale romanistyki
- 1931-1935 – Nauka w Szkole Rytmiki i Plastyki Janiny Mieczyńskiej
- 1932 – Zajęcia na wydziale Rytmiki i Pedagogiki w Szkole Janiny Mieczyńskiej
- 1932 – 1933 – Praca artystyczna z Ingeborgą Krocker, pierwszy kontrakt zawodowy  ze stylem tańca ekspresyjnego
- 1933 – Udział w I Międzynarodowym Konkursie Tańca Artystycznego w Warszawie (taniec zespołowy)
- 1933 – 1934 – Lekcje improwizacji i plastyki u Poli Nireńskiej
- 1934 – Początek pracy z Ziutą Buczyńską
- 1935 – Dyplom Szkoły Rytmiki i Plastyki Janiny Mieczyńskiej
- 1935 – Współpraca ze Studiem Tańca Haliny Lewandowskiej w Bydgoszczy (pierwsze występy solowe i debiut choreograficzny)
- 1935 – Nauka w szkole Jadwigi Hrynieckiej i Felicji Brattówny
- 1936 – 1970 – Praca nad własnym repertuarem
- 1938 – Pierwsze lekcje tańca klasycznego u mistrza Pianowskiego
- 1936 – 1937 –  Występy w Teatrze Ateneum oraz w letnim ogrodzie Saskim
- 1937 – Praca pedagogiczna w Y.M.C.A
- 1938 – Dyplom w szkole Jadwigi Hrynieckiej i Felicji Brattówny
- 1938 – 1939 – Przerwa w pracy spowodowana kontuzją
- 1939 – 1961 – Lata koncertów (m.in. w Teatrze Buffo)
- 1939 – Udział w Międzynarodowym Konkursie Tańca Artystycznego w Brukseli: Srebrny Medal
- 1939 – Koncert w Teatrze Wielkiej Rewii w Warszawie, występ w polskiej Y.M.C.A, indywidualne koncerty, jako laureatki konkursu brukselskiego, Koncerty w Operze Lwowskiej
- 1940 – 1945 – występy i recitale m.in. w Warszawie, Zakopanym oraz warszawskich lokalach: Kameleon, Bagatela, Pod Lipą, Żak, Tabarin.
- 1946 – Członek Związku Artystów Scen Polskich (ZASP) w Warszawie
- 1947 – Współpraca z zespołem Parnella
- 1949 – 1952 – Współpraca z instytucją Artos, Miejskim Wydziałem Kultury i Sztuki
- 1956 – Współpraca  z Filharmonią Narodową
- 1959 – 1985 – Koncerty dla dzieci, współpraca ze Stowarzyszeniem Polskich Artystów Muzyków, Filharmonią Szczecińską, praca pedagogiczna m.in. w Domu Kultury na Żoliborzu
- 1990 – 2005 – instruktor zajęć baletowo-tanecznych dla pań w Domu Kultury na Żoliborzu